# Norajr Nurikjan
Norajr Aram Nurikjan (in bulgaro Норайр Арам Нурикян?; Sliven, 26 luglio 1948 – 11 marzo 2025) è stato un sollevatore bulgaro.

## Palmarès

### Olimpiadi
- 2 medaglie:
  - 2 ori (Monaco di Baviera 1972 nei -60 kg; Montréal 1976 nei -56 kg)

### Mondiali
- 5 medaglie:
  - 2 ori (Monaco di Baviera 1972 nei -60 kg; Montréal 1976 nei -56 kg)
  - 1 argento (L'Avana 1973 nei -60 kg)
  - 2 bronzi (Lima 1971 nei -60 kg; Manila 1974 nei -60 kg)

### Europei
- 5 medaglie:
  - 1 oro (Berlino Est 1976 nei -56 kg)
  - 2 argenti (Costanza 1972 nei -60 kg; Madrid 1973 nei -60 kg)
  - 2 bronzi (Varsavia 1969 nei -56 kg; Verona 1974 nei -60 kg)